# Centro Espacial Mohammed bin Rashid
O Centro Espacial Mohammed bin Rashid (MBRSC; árabe : مركز محمد بن راشد للفضاء , romanizado: markaz Muḥammad bin Rāshid lil-faḍāʾ), é uma organização do governo de Dubai que trabalha no programa espacial dos Emirados Árabes Unidos, que inclui vários projetos de satélites espaciais, o Emirates Mars Mission, a Emirates Lunar Mission e o programa de astronautas dos Emirados Árabes Unidos. O centro trabalha ativamente para promover a ciência espacial e a pesquisa na região. O centro abrange a Emirates Institution for Advanced Science and Technology (EAST).

## Missão Hope Mars
A Missão Hope Mars, é uma missão que visa enviar uma sonda não tripulada a Marte até 2021. A sonda chegou em fevereiro de 2021, que marca o 50º ano desde a fundação dos Emirados Árabes Unidos. 
A Missão Emirates Mars é a primeira missão de exploração espacial a ser realizada pelo mundo árabe, e espera-se que leve o Oriente Médio a uma nova era de avanço tecnológico.

## Astronautas

### Grupo 1
| Foto              | Status | 1º voo        | Ref.        |
| ----------------- | ------ | ------------- | ----------- |
|                   | Ativo  | Soyuz MS-15   | [ 5 ] [ 6 ] |
| Hazza Al Mansoori | Ativo  | Soyuz MS-15   | [ 5 ] [ 6 ] |
|                   | Ativo  | SpaceX Crew-6 | [ 6 ] [ 7 ] |
| Sultan Al Neyadi  | Ativo  | SpaceX Crew-6 | [ 6 ] [ 7 ] |

### Grupo 2
| Foto              | Status | 1º voo   | Ref.   |
| ----------------- | ------ | -------- | ------ |
|                   | Ativa  | Não voou | [ 9 ]  |
| Nora Al Matrooshi | Ativa  | Não voou | [ 9 ]  |
|                   | Ativo  | Não voou | [ 10 ] |
| Mohammad Al Mulla | Ativo  | Não voou | [ 10 ] |